# 刘耀宗
刘耀宗（1918年—2013年12月12日），男，江西兴国人，中国人民解放军少将。

## 生平
早年参加中国工农红军，后升任华东军区司令部军政处处长、后勤运输部政委、后勤部干部处处长，南京军区后勤部副部长、司令部副参谋长，上海警备区第二政委、安徽省军区政委等职。

## 荣誉
1961年授少将军衔。曾荣获三级八一勋章、二级独立自由勋章、二级解放勋章和一级红星功勋荣誉章。